# 분계능선
분계능선(crista terminalis, terminal crest)은 발달 중인 태아의 정맥굴과 심장 사이의 접합부이다. 인간의 심장이 발달하면서 정맥굴의 오른쪽 뿔과 가로 부분은 궁극적으로 우심방과 합쳐지면서 대정맥굴이라는 불리는 성인 우심방의 일부가 된다. 여기에서 우심방과 오른심방귀(atrial appendage, auricle) 사이의 결합선이 분계능선으로, 심방 내부에 존재하는 수직 방향의 능선이다. 분계능선은 일반적으로 오른심방귀로 들어가는 입구에서 매끄러운 표면을 가진 초승달 모양의 두꺼운 근육 부분이다. 우심방 바깥면에서 분계능선에 해당하는 파인 부분은 분계고랑이다. 분계능선은 빗살근의 이는곳이다.

## 같이 보기
- 굴심방결절

## 참고 문헌
이 문서는 현재 퍼블릭 도메인에 속하는 그레이 해부학 제20판(1918) page 509의 내용을 기초로 작성된 글이 포함되어 있습니다.
1. 1 2  Pieper, Matthew S.; Araoz, Philip A. (2016년 1월 1일). 〈Chapter 5 - Cardiac Tumors: Imaging〉.   Herrmann, Joerg. 《Clinical Cardio-Oncology》 (영어). Elsevier. 77–90쪽. ISBN 978-0-323-44227-5.
2. ↑  Sadler, T. (2010). 《Langman's medical embryology》 11판. Philadelphia: Lippincott William & Wilkins. 172쪽. ISBN 978-0-7817-9069-7.